# Georges Mansart
 (novembre 2021).
Si vous disposez d'ouvrages ou d'articles de référence ou si vous connaissez des sites web de qualité traitant du thème abordé ici, merci de compléter l'article en donnant les références utiles à sa vérifiabilité et en les liant à la section « Notes et références ».
Georges Mansart (né en 1942) est un comédien français.

## Biographie
Après ses rôles dans Le Chat, et Liberté surveillée, Georges Mansart incarne en 1974 le rôle d'Aramis dans les films d'André Hunebelle, Les Quatre Charlots mousquetaires et À nous quatre, Cardinal !. Son rôle le plus important est celui de Patrice dans Sérieux comme le plaisir de Robert Benayoun, dans lequel il a partagé l'affiche avec Jane Birkin et Richard Leduc, sur un amour bisexuel entre deux garçons et une fille. Il a joué dans Le Dernier Amant romantique, et joue Claude, un rôle principal dans Emilia... parada y fonda en 1976 aux côtés d'Ana Belén et Francisco Rabal. Son dernier rôle est celui de Gérard dans Tapage nocturne en 1979 de Catherine Breillat avec Joe Dallesandro, Dominique Laffin et Marie-Hélène Breillat. À la télévision, il a joué entre autres dans La Corde dans Au théâtre ce soir.

## Filmographie

### Cinéma
- 1971 : Le Chat : Le garçon à moto
- 1974 : Les quatre Charlots mousquetaires : Aramis
- 1974 : À nous quatre, Cardinal ! : Aramis
- 1975 : Sérieux comme le plaisir : Patrice
- 1976 : Emilia... parada y fonda : Claude
- 1978 : Le Dernier Amant romantique
- 1979 : Ciao, les mecs
- 1979 : Tapage nocturne : Gérard

### Télévision
- 1971 : Au théâtre ce soir (Série TV) : Steve
- 1972 : Liberté surveillée (Téléfilm) : Le mécano
- 1978 :  Désiré Lafarge  épisode : 35 mm couleur pour Désiré Lafarge  de Jean Pignol